# Tramwaje w Twerze

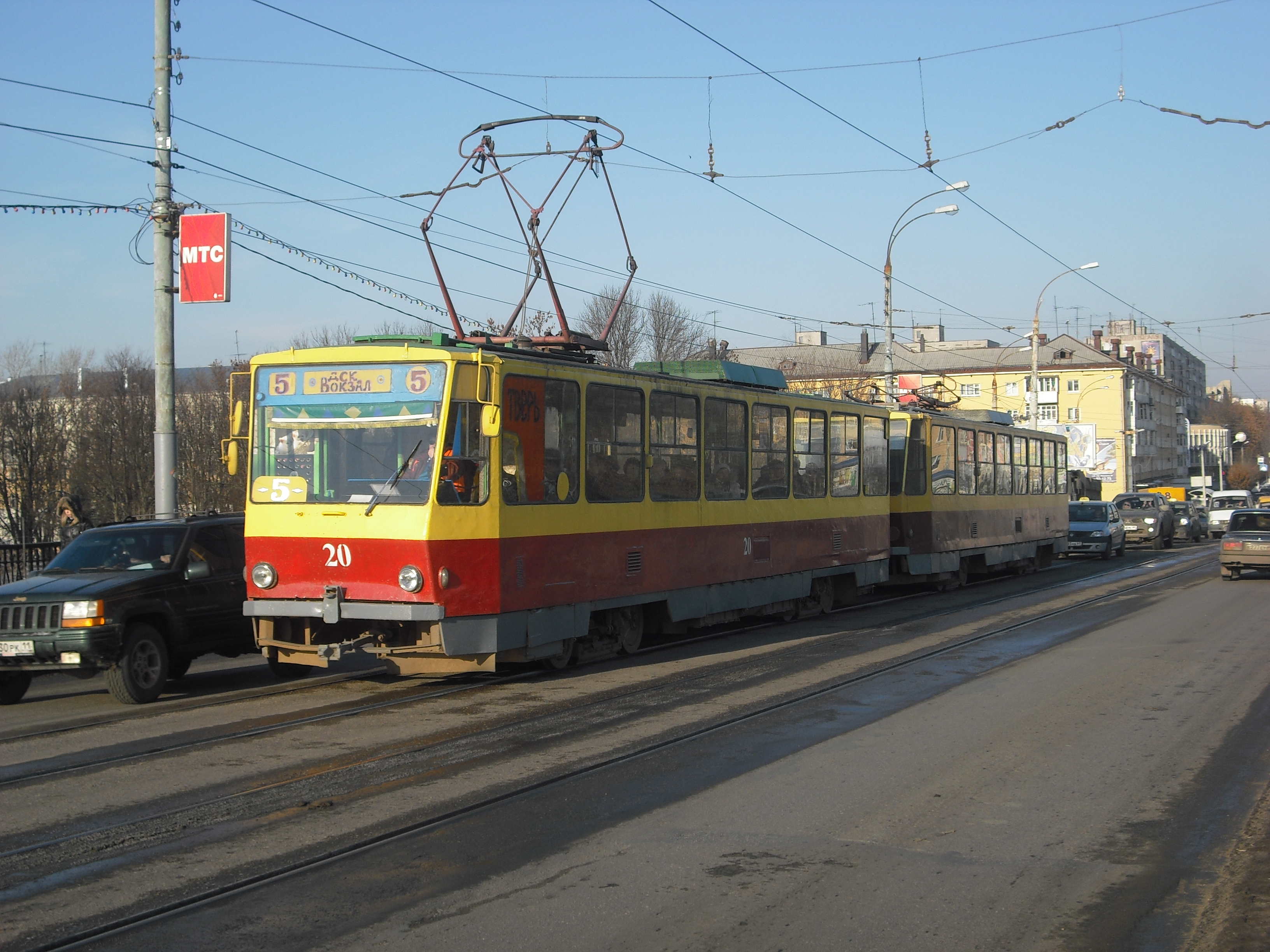
Skład tramwajów Tatra T6B5

Tramwaje w Twerze − system komunikacji tramwajowej działający w rosyjskim mieście Twer.

## Historia
Pod koniec XIX wieku w Twerze projektowano sieć tramwajów konnych. 28 sierpnia 1901 uruchomiono pierwsze tramwaje elektryczne, które kursowały po torach o szerokości 1000 mm. Jesienią 1920 wstrzymano ruch tramwajów, który wznowiono wiosną 1922. W latach 1929−1930 zmieniono rozstaw toru z 1000 mm na 1524 mm. W czasie II wojny światowej ruch tramwajowy wstrzymano w październiku 1941, a wznowiono w lutym 1942. W ostatnich latach zlikwidowano kilka linii tramwajowych między innymi linię do pętli Mikrorajon Kużnyj 19 października 2009.

## Zajezdnie
W Twerze działały trzy zajezdnie tramwajowe:
- pierwsza zajezdnia – otwarta w 1901, zamknięta w 1934. Zajezdnię zamknięto po pożarze z 1933.
- zajezdnia tramwajowa nr 1 − otwarta 14 czerwca 1934, zamknięta 1 października 2010, obecnie na jej terenie odstawiane są nieeksploatowane tramwaje
- zajezdnia tramwajowa nr 2 − otwarta w 1978

## Linie
Do 2014 w Twerze istniało 7 linii tramwajowych:
- 3: DSK − KSM-2
- 5: DSK − Awtowokzał
- 6: Awtowokzał − Dieriewnia Staraja Konstantinowka
- 10: DSK − Bulwar Canowa
- 11: Awtowokzał − Kolcewaja ul.
- 13: 1. Respublikanskaja ulica − Bulwar Canowa
- 14: 1. Respublikanskaja ulica − Awtowokzał

Linię nr 6 zamknięto w lipcu 2014, natomiast linie nr 10, 11, 13 oraz 14 zawieszono 17 września 2015.
Obecnie w mieście funkcjonują dwie linie tramwajowe:
- 5: DSK − Awtowokzał
- 14: Proletarka − Awtowokzał

## Tabor
Podstawę taboru tramwajowego w Twerze stanowią wagony Tatra T3Su i KTM-8K. Najnowszymi tramwajami są wagony  71-911 dostarczone w 2015 w ilości ośmiu sztuk. Łącznie w mieście jest 57 tramwajów:
| Typ        | Liczba szt. |
| ---------- | ----------- |
| KTM-8K     | 15          |
| Tatra T3SU | 21          |
| Tatra T6B5 | 8           |
| 71-911     | 8           |
| KTM-5A     | 3           |
| LM-99AEN   | 2           |

Tabor techniczny liczy 17 wagonów.